# David L. DeJarnette
David Lloyd DeJarnette (Bessemer, 1907-1991) fue arqueólogo y profesor de la Universidad de Alabama, generalmente es considerado como el "padre de la arqueología de Alabama".

## Primeros años
DeJarnette nació en Bessemer, Alabama en 1907 y estudió Ingeniería Eléctrica en la Universidad de Alabama, donde recibió una licenciatura en Ciencias en 1929. En 1930 se convirtió en curador del Museo de Historia Natural de Alabama y en 1932 recibió formación arqueológica en la Escuela de Campo de la Universidad de Chicago.

## Carrera
En 1933, la Autoridad del Valle de Tennessee anunció planes para construir una serie de tres represas hidroeléctricas sobre el río Tennessee que provocarían la inundación de millones de acres de propiedad dentro del Valle de Tennessee. William S. Webb de la Universidad de Kentucky fue elegido para dirigir las operaciones de salvamento arqueológico en Tennessee y DeJarnette fue contratado para dirigir estos esfuerzos en Alabama. Este esfuerzo durante la era de la Gran Depresión empleó a cientos de hombres y mujeres a través de la Works Progress Administration, una agencia del New Deal, y resultó en el descubrimiento y excavación de cientos de sitios arqueológicos ahora inundados en el Lago Wilson, el Lago Wheeler y el Lago Guntersville.
Los estudios resultantes publicados por Webb y DeJarnette sobre las operaciones de rescate de la Works Progress Administration en Alabama variaron desde el Período Arcaico hasta el Período Woodland y los concheros, montículos, pueblos y cementerios del Período Misisípico formaron una base de datos primaria para una generación de futuros investigadores.
Durante la Segunda Guerra Mundial, DeJarnette se desempeñó como oficial de Artillería Costera en Nueva Guinea y Filipinas y mantuvo un diario y fotografías que luego fueron publicadas por su hija. Después de este servicio, se convirtió en el primer curador en el Museo Americano de Ciencia y Energía en Oak Ridge, Tennessee durante cinco años antes de regresar a la Universidad de Alabama en 1953, donde comenzó su carrera como profesor de sociología y antropología y recibió su maestría. Licenciatura en 1959.

## Carrera en la Universidad de Alabama
La arqueología de Alabama pronto se convirtió en el reino de DeJarnette, y él la trató de esa manera. Después de participar en la fundación de la Sociedad Arqueológica de Alabama en 1954, apoyó un esfuerzo conjunto entre la Universidad de Alabama, la Sociedad Arqueológica de Alabama y la Asociación de Investigación Arqueológica de Alabama (ARAA) para identificar restos paleoindios enterrados. Esta investigación abarcó casi dos décadas y dio como resultado numerosos estudios de superficie y excavaciones, muchas de las cuales tuvieron a DeJarnette como investigador principal, sobre todo en Stanfield-Worley Bluff Shelter y el Refugio de La Grange.
En 1962, en el Refugio Stanfield-Worley Bluff se produjo la primera datación por radiocarbono en Alabama, aproximadamente 7.000 años antes de Cristo. El refugio produjo 11,395 lotes de especímenes y 157 pies cúbicos de recolección. En 1972, una muestra de carbón del Refugio de La Grange se fechó en 11,280 a. C., en el momento del descubrimiento, una de las fechas más antiguas al este del Río Misisipi. Aunque los datos de radiocarbono no se pudieron asociar directamente con un cultivo, la muestra se tomó de un estrato ubicado debajo de una zona de Dalton y se cree que representa una ocupación paleoindia del refugio.
DeJarnette fue miembro fundador del Departamento de Antropología de la Universidad de Alabama, desempeñó como editor durante mucho tiempo de la publicación de la Sociedad Arqueológica de Alabama, el Journal of Alabama Archaeology, compiló el primer resumen de la arqueología de Alabama, y editó el Manual de arqueología de Alabama. También se desempeñó como delegado de Alabama en la Conferencia Arqueológica del Sureste, la Federación Arqueológica de los Estados del Este, la Sociedad de Arqueología Estadounidense y la Asociación Antropológica Estadounidense, entre otras. DeJarnette realizó numerosos estudios del sitio arqueológico de Moundville, pero quizás su legado más influyente fueron sus escuelas de campo anuales en la Universidad de Alabama de 1958 a 1975, que produjeron un ejército de investigadores capacitados que continuaron su legado de investigación e informes exitosos de la prehistoria de Alabama.